# اکاترینا دگوت
اکاترینا دگوت (انگلیسی: Ekaterina Degot؛ زادهٔ ۲ دسامبر ۱۹۵۸) نقاد، نمایشگاه‌گردان، و نویسنده اهل روسیه است.
وی همچنین برندهٔ جوایزی همچون برنامه فولبرایت شده‌است.